# Естонське Наукове Товариство
Естонське Наукове Товариство (ест. Õpetatud Eesti Selts) — наукове товариство, засноване при Дерптському університеті 18 січня 1838, закрите в 1950 році та відновлене в 1988 році.
Суспільство створювалося з метою «сприяти пізнанню стародавнього та справжнього стану естонського народу, його мови та літератури».

## Історія
Товариство було засноване 18 січня 1838 року у Дерпті професорами університету Ф. Бунге, А. Гуком та Ф. Крузе, і навіть Ф. Фельманом та Д. Юргенсоном.
1839 року наукове товариство складалося з 19 членів; в 1847 — 88 членів, 1898 — 240 членів.
Естонське Наукове Товариство займалося публіцистикою, публікувало щорічники, бібліографії та науковий журнал «Праці Вченого Естонського Товариства в Дерпті», в якому вперше в 1857—1861 роках була опублікована відредагована Фрідріхом Крейцвальдом, створена Ф. Фельманом, версія епосу " Калев ". Окрім цього було видано «Естонський словник». У 1901 році товартство почало складати зведення приватних колекцій і з цією метою проводило анкетування.
У другій половині 1940-х років Товариство було підпорядковане Академії наук Естонської РСР. На засіданні Президії АН Естонської РСР, що відбулося в Тарту 30 травня 1950 року, було висловлено думку, що Естонське наукове товариство повинно включити в план своєї роботи вивчення стахановського руху і приступити до складання історії колгоспів. На засіданні правління Товариства, яке відбулося 15 червня 1950 року, було вирішено, що немає ні сил, ні необхідності утримувати Естонське наукове товариство в його нинішньому вигляді, оскільки його основні функції перетинаються з відповідними інститутами і музеями Академії наук Естонської РСР, Товариством поширення політичних знань і Науковим товариством студентів Технічного університету Естонської РСР та його відповідними гуртками.
З 1860 року сфера діяльності змістилася до наукових досліджень естонської культури та мови. На початку Першої світової війни товариство розпалося, але через п'ять років, 1919 року, було відновлено. У 1950 році товариство припинило існування вже за рішенням влади, а її архів із 25 000 книг, 160 000 сторінок рукописів та 60 000 етнографічних артефактів було поділено між кількома установами.
У 1988 році Товариство знову було створено з ініціативи професора Герберта Ліги з університету Тарту .

## Голови товариства
- 1838—1840: Carl Gehewe[4]
- 1840—1842: Олександр Гук
- 1843—1850: Фрідріх Фельман
- 1851—1853: Карл Рейнталь[5]
- 1853—1856: Густав Санто[6]
- 1856—1859: Carl von Bruiningk
- 1859—1860: Ewald Tobien[7]
- 1860—1861: Теодор Бейс[de]
- 1861—1864: Карл Ширрен
- 1864—1867: Іван Єгорович Енгельман
- 1867—1869: Едуард Вінкельман
- 1869—1899: Лео Мейер
- 1899—1912: Вольфганг Шлютер
- 1912—1914: Adalbert Volck[8]
- 1919—1921: Арнольд Хассельблад[de]
- 1922—1927: August Westrèn-Doll
- 1928—1929: Вальтер Андерсон
- 1930—1936: Юліус Марк[9]

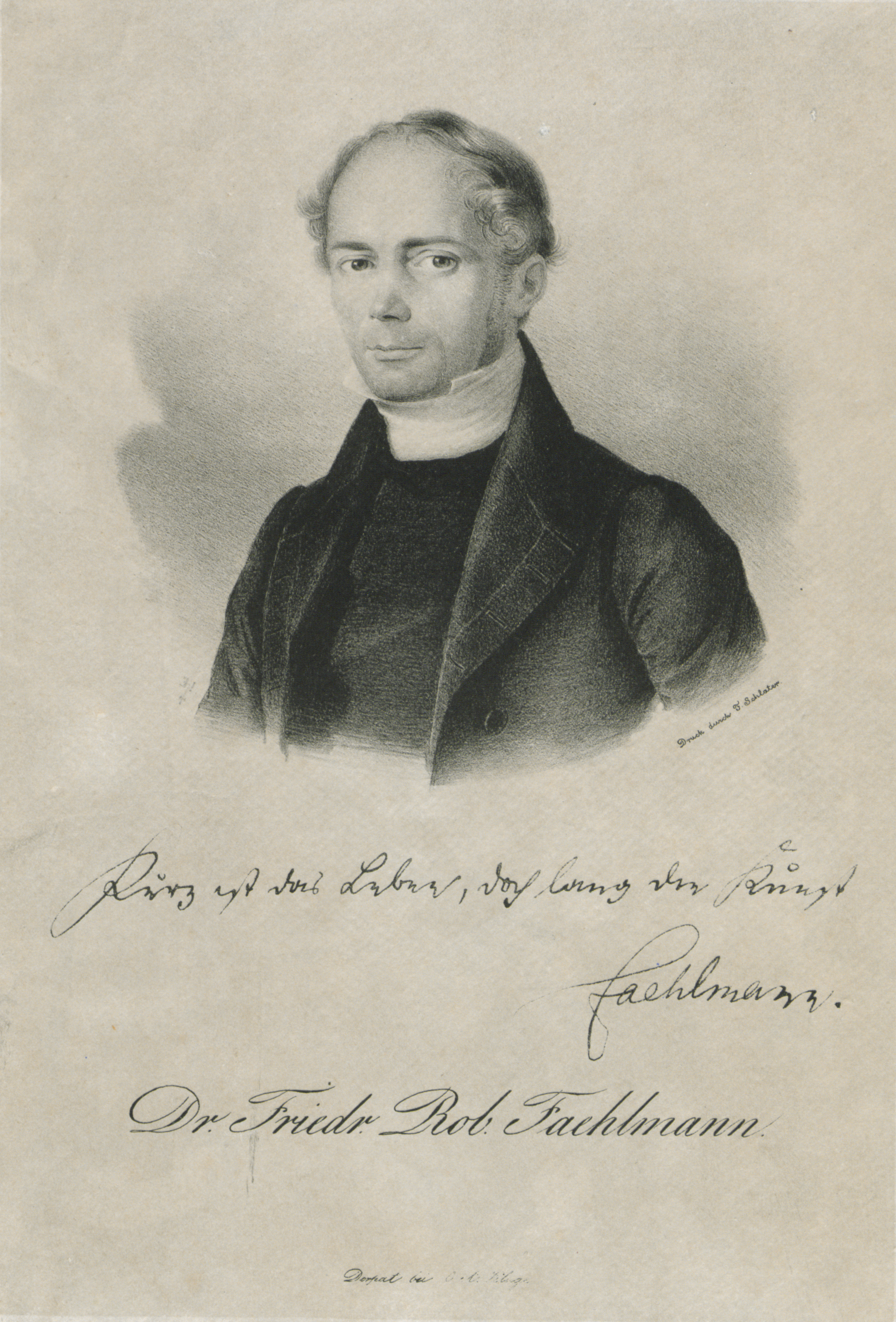
Фрідріх Фельман
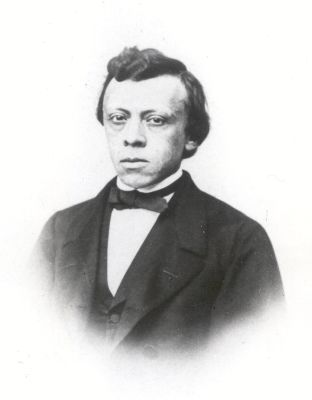
Карл Ширрен
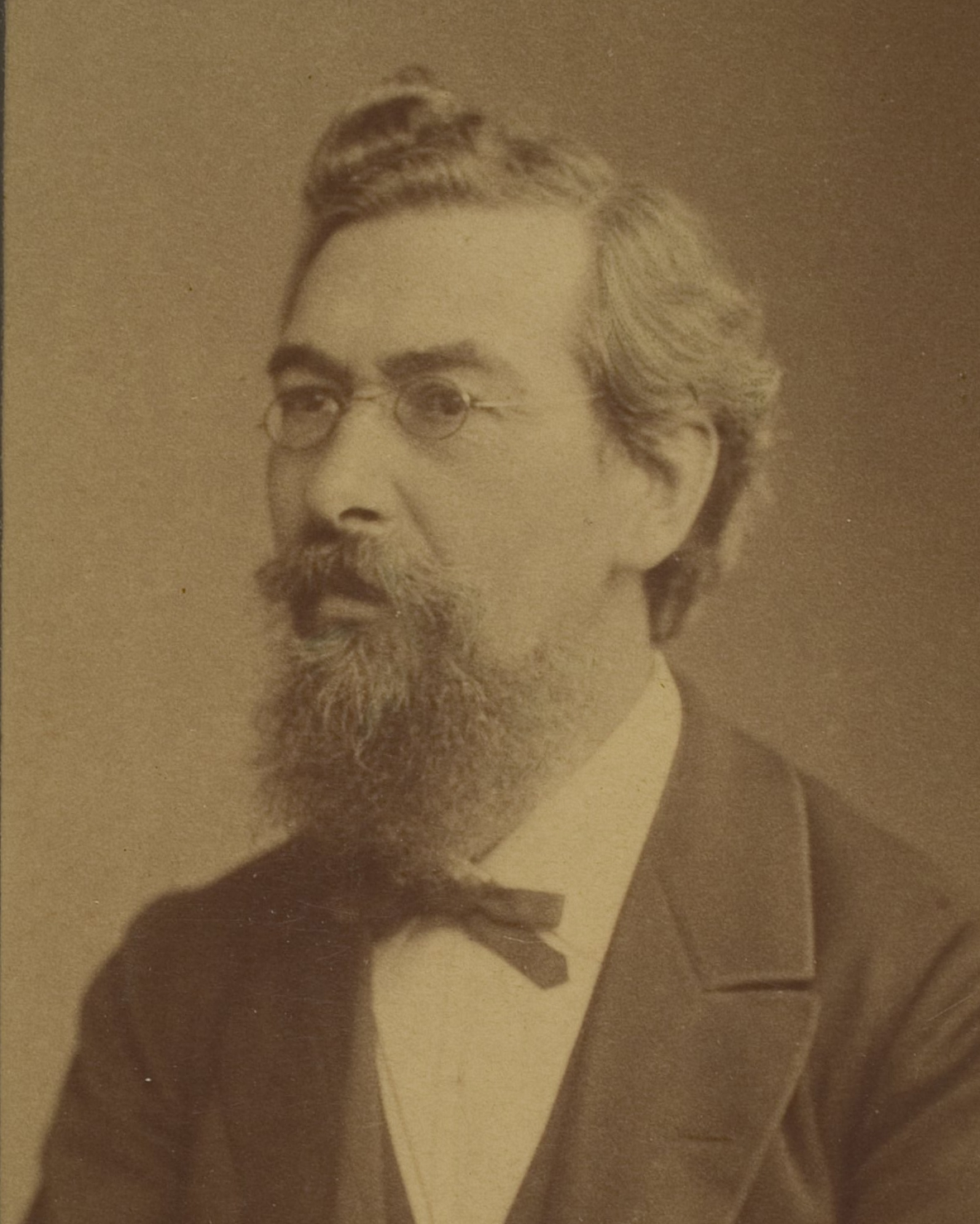
Едуард Вінкельман
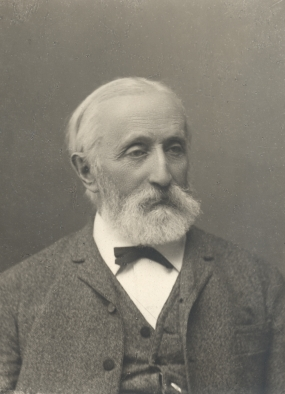
Лео Мейер
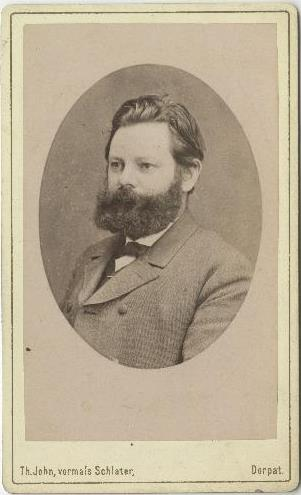
Вольфганг Шлютер
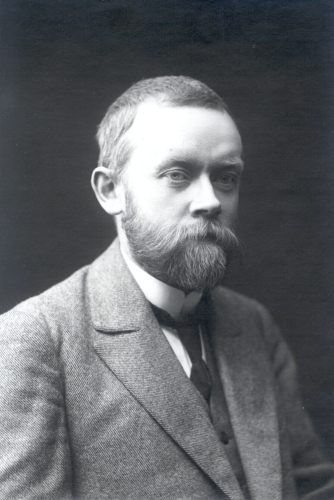
Вальтер Андерсон